# Havre Athletic Club 2024-2025 (calcio femminile)
Questa voce raccoglie le informazioni riguardanti l'Havre Athletic Club nelle competizioni ufficiali della stagione 2024-2025.

## Stagione
Dopo il nono posto della stagione precedente, in sostituzione del tecnico uscente Romain Djoubri viene promosso Maxime Di Liberto, che in precedenza aveva ricoperto il ruolo di responsabile della formazione under 19.

## Divise e sponsor
La grafica era la stessa utilizzata dalla squadra maschile del Le Havre. Main sponsor è Winamax, società di gioco d'azzardo francese, mentre quello tecnico, forniture delle tenute da gioco è Joma.
| Casa | Trasferta |

## Organigramma societario
Estratto dal sito socetario.
Area tecnica
- Allenatore: Maxime Di Liberto
- Vice allenatore: Woury N'Dongo
- Preparatore dei portieri: Bérangère Sapowicz
- Preparatore atletico: Thomas Delaunay
- Medici sociali: Fiona Brochard, Anne-Sophie Decosse Lhoir
- Fisioterapista: Magali Collet
- Analista video: Benjamin Paulon
- Team manager: Nora Coton-Pélagie
- Manager: Laure Lepailleur

## Rosa
Rosa, ruoli e numeri di maglia estratti dal sito ufficiale, integrati dal sito footofeminin.fr., aggiornati al 25 aprile 2025.
| N. |                    | Ruolo | Calciatrice       |
| -- | ------------------ | ----- | ----------------- |
| 1  | Belgio (bandiera)  | P     | Lisa Lichtfus     |
| 4  | Canada (bandiera)  | D     | Élisabeth Tsé     |
| 5  | Francia (bandiera) | C     | Laurie Cance      |
| 6  | Belgio (bandiera)  | C     | Silke Demeyere    |
| 7  | Francia (bandiera) | A     | Zoé Stievenart    |
| 8  | Francia (bandiera) | C     | Salomé Elisor     |
| 9  | Algeria (bandiera) | A     | Ikram Adjabi      |
| 10 | Francia (bandiera) | C     | Laurie Cance      |
| 11 | Francia (bandiera) | C     | Mélinda Mendy     |
| 12 | Francia (bandiera) | A     | Mickaëla Cardia   |
| 13 | Francia (bandiera) | D     | Héloïse Mansuy    |
| 14 | Francia (bandiera) | D     | Romane Enguehard  |
| 16 | Francia (bandiera) | P     | Laëtitia Philippe |
| 17 | Francia (bandiera) | A     | Madeline Roth     |

| N. |                        | Ruolo | Calciatrice         |
| -- | ---------------------- | ----- | ------------------- |
| 18 | Francia (bandiera)     | D     | Éva Kouache         |
| 21 | Francia (bandiera)     | A     | Chancelle Effa Effa |
| 22 | Francia (bandiera)     | C     | Christy Gavory      |
| 25 | Francia (bandiera)     | D     | Eden Le Guilly      |
| 28 | Francia (bandiera)     | D     | Célestine Boisard   |
| 31 | Francia (bandiera)     | D     | Louise Kleczewski   |
| 34 | Francia (bandiera)     | D     | Léann Ledauphin     |
| 37 | Francia (bandiera)     | C     | Emmy Lefèvre        |
| 38 | Francia (bandiera)     | D     | Maël Doré           |
| 77 | Francia (bandiera)     | C     | Magnaba Folquet     |
| 93 | Stati Uniti (bandiera) | D     | Wassa Sangaré       |
|    | Francia (bandiera)     | C     | Noéline Laignel     |
|    | Francia (bandiera)     | C     | Noa Lambrecht       |

## Calciomercato

### Sessione estiva
| Acquisti | Acquisti        | Acquisti            | Acquisti   |
| R.       | Nome            | da                  | Modalità   |
| -------- | --------------- | ------------------- | ---------- |
| P        | Lisa Lichtfus   | Digione             | [ 4 ]      |
| P        | Chloé N'Gazi    | Fleury              | [ 4 ]      |
| D        | Eden Le Guilly  | Paris Saint-Germain | prestito   |
| C        | Magnaba Folquet | Paris Saint-Germain | [ 4 ]      |
| A        | Ikram Adjabi    |                     | svincolata |
| A        | Madeline Roth   | Digione             | [ 4 ]      |

| Cessioni | Cessioni              | Cessioni            | Cessioni      |
| R.       | Nome                  | a                   | Modalità      |
| -------- | --------------------- | ------------------- | ------------- |
| P        | Aïssatou Liberge      | La Roche-sur-Yon    | [ 4 ]         |
| P        | Chloé N'Gazi          | Olympique Marsiglia | prestito      |
| P        | Katriina Talaslahti   | Digione             | [ 5 ] [ 4 ]   |
| P        | Océane Toussaint      | Paris Saint-Germain | fine prestito |
| D        | Deja Davis            | Paris FC            | [ 4 ]         |
| C        | Inès Benyahia         | Olympique Lione     | fine prestito |
| C        | Alice Mallard Ventura | Bois-Guillaume      |               |
| A        | Nadjma Ali Nadjim     | Saint-Étienne       | [ 4 ]         |
| A        | Roselord Borgella     | Fenerbahçe          | [ 4 ]         |
| A        | Laura Muller          | Thonon Évian        | [ 4 ]         |
| A        | Éva Sumo              | Nantes              | definitivo    |
| A        | Chanel Tchaptchet     | Roubaix Wervicq     |               |
| A        | Ananée Yeboah         | Saint-Malo          | [ 4 ]         |

### Sessione invernale
| Acquisti | Acquisti      | Acquisti        | Acquisti |
| R.       | Nome          | da              | Modalità |
| -------- | ------------- | --------------- | -------- |
| D        | Wassa Sangaré | Olympique Lione | prestito |

| Cessioni | Cessioni | Cessioni | Cessioni |
| R.       | Nome     | a        | Modalità |
| -------- | -------- | -------- | -------- |
|          |          |          |          |

## Risultati

### Première Ligue

#### Girone di andata
| Arbitro: | Fournier |

|  |           |           |
|  | Marcatori | 8’ Uffren |

| Arbitro: | Vanderstichel |

|                                                               |           |  |
| Dufour 18’, 67’ Matéo 26’, 45’, 45+2’, 62’ Garbino 32’, 45+4’ | Marcatori |  |

| Arbitro: | Daupeux |

|                                        |           |  |
| De Almeida 37’ Geyoro 65’ Leuchter 68’ | Marcatori |  |

| Arbitro: | Rochebilière |

|                                                     |           |          |
| Cance 15’, 83’ Roth 25’ Stievenart 33’ Demeyere 88’ | Marcatori | 22’ Bogi |

| Arbitro: | Bessière |

|  |           |             |
|  | Marcatori | 65’ Ngueleu |

| Arbitro: | Gerbel |

|                                     |           |                         |
| Pinther 36’, 58’ Jedlińska 52’, 61’ | Marcatori | 87’ Mansuy 90+2’ Cardia |

| Arbitro: | Bessière |

|  |           |                                 |
|  | Marcatori | 9’ Calba 42’ Boucly 90+3’ Notel |

| Arbitro: | Daupeux |

|                          |           |  |
| Kopińska 45’ Louis 45+2’ | Marcatori |  |

| Arbitro: | El Bour |

|  |           |                                   |
|  | Marcatori | 44’ Majri 65’ Le Sommer 82’ Becho |

| Arbitro: | Collin |

|               |           |               |
| Effa Effa 58’ | Marcatori | 31’ Hannequin |

| Arbitro: | Vanderstichel |

|  |           |          |
|  | Marcatori | 85’ Roth |

#### Girone di ritorno
| Arbitro: | El Bour |

|  |           |                         |
|  | Marcatori | 14’ Thiney 80’ Bourdieu |

| Arbitro: | Vanderstichel |

|             |           |                                |
| Louis 90+7’ | Marcatori | 16’, 90+2’ Cance 25’ Effa Effa |

| Le Havre 1º febbraio 2025, ore 17:00 CET 14ª giornata | Le Havre     | 0 – 0 referto referto 2 | Fleury | Stadio Océane (587 spett.)\| Arbitro: \| Rochebilière \| |
| Arbitro:                                              | Rochebilière |                         |        |                                                          |

| Arbitro: | Bessiere |

|                      |           |                      |
| Rabanne 2’ Vagre 29’ | Marcatori | 21’ Cance 31’ Adjabi |

| Arbitro: | Gerbel |

|                      |           |                    |
| Connesson 82’ (rig.) | Marcatori | 26’ Cance 71’ Roth |

| Arbitro: | Collin |

|                                       |           |                |
| Guellati 34’ (aut.) Elisor 58’ (rig.) | Marcatori | 45+1’ Guellati |

| Arbitro: | Gerbel |

|  |           |                   |
|  | Marcatori | 5’ Pinther 25’ Wu |

| Arbitro: | El Bour |

|             |           |            |
| DNassi 537’ | Marcatori | 41’ Adjabi |

| Arbitro: | Collin |

|              |           |             |
| Hoeltzel 29’ | Marcatori | 36’ Kouache |

| Arbitro: | El Bour |

|                         |           |                              |
| Mendy 13’ Effa Effa 31’ | Marcatori | 11’ Mbock Bathy 69’ Echegini |

| Arbitro: | Fournier |

|                           |           |  |
| Däbritz 61’ Le Sommer 75’ | Marcatori |  |

### Coppa di Francia
| Arbitro: | Kocher |

|  |           |            |
|  | Marcatori | 52’ Elisor |

| Arbitro: | Collin |

|  |           |                     |
|  | Marcatori | 62’ Gavory 86’ Roth |

| Arbitro: | Gerbel |

|                          |           |             |
| Cardia 49’ Enguehard 90’ | Marcatori | 81’ Solanet |

| Arbitro: | Rochebilière |

|          |           |                      |
| Roth 85’ | Marcatori | 14’ Bussy 33’ Thiney |

## Statistiche

### Statistiche di squadra
| Competizione     | Punti | In casa | In casa | In casa | In casa | In casa | In casa | In trasferta | In trasferta | In trasferta | In trasferta | In trasferta | In trasferta | Totale | Totale | Totale | Totale | Totale | Totale | DR  |
| Competizione     | Punti | G       | V       | N       | P       | Gf      | Gs      | G            | V            | N            | P            | Gf           | Gs           | G      | V      | N      | P      | Gf     | Gs     | DR  |
| ---------------- | ----- | ------- | ------- | ------- | ------- | ------- | ------- | ------------ | ------------ | ------------ | ------------ | ------------ | ------------ | ------ | ------ | ------ | ------ | ------ | ------ | --- |
| Première Ligue   | 21    | 11      | 2       | 3       | 6       | 10      | 17      | 11           | 3            | 3            | 5            | 12           | 25           | 22     | 5      | 6      | 11     | 22     | 42     | -20 |
| Coppa di Francia | -     | 2       | 1       | 0       | 1       | 3       | 3       | 2            | 2            | 0            | 0            | 3            | 0            | 4      | 3      | 0      | 1      | 6      | 3      | +3  |
| Totale           | -     | 13      | 3       | 3       | 7       | 13      | 20      | 13           | 5            | 3            | 5            | 15           | 25           | 26     | 8      | 6      | 12     | 28     | 45     | -17 |

### Andamento in campionato
| Giornata  | 1 | 2  | 3  | 4 | 5 | 6 | 7  | 8  | 9  | 10 | 11 | 12 | 13 | 14 | 15 | 16 | 17 | 18 | 19 | 20 | 21 | 22 |
| --------- | - | -- | -- | - | - | - | -- | -- | -- | -- | -- | -- | -- | -- | -- | -- | -- | -- | -- | -- | -- | -- |
| Luogo     | C | T  | T  | C | C | T | C  | T  | C  | C  | T  | C  | T  | C  | T  | T  | C  | C  | T  | T  | C  | T  |
| Risultato | P | P  | P  | V | P | P | P  | P  | P  | N  | V  | P  | V  | N  | N  | V  | V  | P  | N  | N  | N  | P  |
| Posizione | 9 | 11 | 12 | 9 | 9 | 9 | 11 | 11 | 11 | 11 | 11 | 11 | 10 | 10 | 9  | 9  | 8  | 8  | 8  | 8  | 8  | 8  |

Legenda:

Luogo: C = Casa; T = Trasferta. Risultato: V = Vittoria; N = Pareggio; P = Sconfitta.

### Statistiche delle giocatrici
| Giocatore     | Première Ligue | Première Ligue | Première Ligue | Première Ligue | Coppa di Francia | Coppa di Francia | Coppa di Francia | Coppa di Francia | Totale   | Totale | Totale      | Totale     |
| Giocatore     | Presenze       | Reti           | Ammonizioni    | Espulsioni     | Presenze         | Reti             | Ammonizioni      | Espulsioni       | Presenze | Reti   | Ammonizioni | Espulsioni |
| ------------- | -------------- | -------------- | -------------- | -------------- | ---------------- | ---------------- | ---------------- | ---------------- | -------- | ------ | ----------- | ---------- |
| I. Adjabi     | 18             | 2              | 3              | 0              | 4                | 0                | 0                | 0                | 22       | 2      | 3           | 0          |
| C. Boisard    | 6              | 0              | 1              | 0              | 4                | 0                | 0                | 0                | 10       | 0      | 1           | 0          |
| L. Cance      | 20             | 6              | 5              | 0              | 4                | 0                | 0                | 0                | 24       | 6      | 5           | 0          |
| M. Cardia     | 16             | 1              | 3              | 0              | 2                | 1                | 0                | 0                | 18       | 2      | 3           | 0          |
| S. Demeyere   | 10             | 1              | 2              | 0              | -                | -                | -                | -                | 10       | 1      | 2           | 0          |
| M. Doré       | 1              | 0              | 0              | 0              | -                | -                | -                | -                | 1        | 0      | 0           | 0          |
| C. Effa Effa  | 20             | 3              | 0              | 0              | 3                | 0                | 0                | 0                | 23       | 3      | 0           | 0          |
| S. Elisor     | 10             | 1              | 2              | 0              | 4                | 1                | 0                | 0                | 14       | 2      | 2           | 0          |
| R. Enguehard  | 21             | 0              | 5              | 0              | 4                | 1                | 0                | 0                | 25       | 1      | 5           | 0          |
| M. Folquet    | -              | -              | -              | -              | -                | -                | -                | -                | -        | -      | -           | -          |
| C. Gavory     | 21             | 0              | 4              | 0              | 3                | 1                | 0                | 0                | 24       | 1      | 4           | 0          |
| T. Gallais    | 5              | 0              | 0              | 0              | 2                | 0                | 0                | 0                | 7        | 0      | 0           | 0          |
| L. Kleczewski | 7              | 0              | 0              | 0              | 2                | 0                | 0                | 0                | 9        | 0      | 0           | 0          |
| É. Kouache    | 15             | 1              | 2              | 0              | 4                | 0                | 1                | 0                | 19       | 1      | 3           | 0          |
| L. Laboucarie | 5              | 0              | 1              | 0              | -                | -                | -                | -                | 5        | 0      | 1           | 0          |
| N. Lambrecht  | 0              | 0              | 0              | 0              | -                | -                | -                | -                | 0        | 0      | 0           | 0          |
| E. Le Guilly  | 22             | 0              | 0              | 0              | 4                | 0                | 1                | 0                | 26       | 0      | 1           | 0          |
| L. Ledauphin  | 1              | 0              | 0              | 0              | 1                | 0                | 0                | 0                | 2        | 0      | 0           | 0          |
| E. Lefèvre    | 3              | 0              | 0              | 0              | 0                | 0                | 0                | 0                | 3        | 0      | 0           | 0          |
| L. Lichtfus   | 21             | -40            | 0              | 0              | 1                | 0                | 0                | 0                | 22       | -40    | 0           | 0          |
| H. Mansuy     | 9              | 1              | 0              | 0              | -                | -                | -                | -                | 9        | 1      | 0           | 0          |
| M. Mendy      | 19             | 1              | 1              | 0              | 4                | 0                | 0                | 0                | 23       | 1      | 1           | 0          |
| C. N'Gazi     | 0              | 0              | 0              | 0              | -                | -                | -                | -                | 0        | 0      | 0           | 0          |
| L. Philippe   | 1              | -2             | 0              | 0              | 3                | -4               | 0                | 0                | 4        | -6     | 0           | 0          |
| M. Roth       | 22             | 3              | 3              | 0              | 4                | 2                | 0                | 0                | 26       | 5      | 3           | 0          |
| W. Sangaré    | 8              | 0              | 1              | 0              | 3                | 0                | 0                | 0                | 11       | 0      | 1           | 0          |
| T. Seika      | 1              | 0              | 0              | 0              | -                | -                | -                | -                | 1        | 0      | 0           | 0          |
| Z. Stievenart | 20             | 1              | 1              | 0              | 4                | 0                | 0                | 0                | 24       | 1      | 1           | 0          |
| É. Tsé        | 19             | 0              | 5              | 0              | 2                | 0                | 0                | 0                | 21       | 0      | 5           | 0          |